# Styrelsen for Fastholdelse og Rekruttering
Styrelsen for Fastholdelse og Rekruttering var en dansk styrelse under Beskæftigelsesministeriet, der blev oprettet 8. februar 2012 som følge af omlægningerne af ressortfordelingen i centraladministrationen efter regeringsdannelsen i 2011.
Styrelsen havde til opgave at understøtte en forøgelse af arbejdsudbuddet i Danmark, dels gennem fastholdelse af borgere, som har risiko for at miste tilknytningen til arbejdsmarkedet, dels gennem rekruttering internationalt. Under styrelsen hørte Work in Denmark og International Citizenship Service. 
Ansvarsområderne var tidligere placeret hos Arbejdsmarkedsstyrelsen, Arbejdstilsynet, Integrationsministeriet, Pensionsstyrelsen og Udlændingeservice. 
Styrelsen for Fastholdelse og Rekruttering blev 1. januar 2014 sammen med Arbejdsmarkedsstyrelsen erstattet af Styrelsen for Arbejdsmarked og Rekruttering (STAR).
Styrelsen for Fastholdelse og Rekruttering beskæftigede ca. 215 medarbejdere og lå på Islands Brygge i København. Direktør var Jakob Jensen.